# Herb gminy Łęka Opatowska
Herb gminy Łęka Opatowska – jeden z symboli gminy Łęka Opatowska, ustanowiony 27 września 1995.

## Wygląd i symbolika
Herb przedstawia na tarczy dzielonej w słup w polu prawym czerwonym skierowaną w lewą stronę postać klęczącego nad niebieską rzeką i jednocześnie modlącego się mnicha w białym habicie, ze złotym nimbem i sznurem; natomiast w polu lewym białym częściowo przesłonięte zielone drzewo.
Zakonnik symbolizuje świętego Wincentego – patrona klasztoru wrocławskiego, do którego należała wieś Łęka Opatowska. Woda symbolizuje Pomiankę, rzekę przepływającą przez Łękę Opatowską. Zielone drzewo symbolizuje współczesny, gospodarczo – rolniczy charakter gminy, na terenie której znajdują się znaczne kompleksy lasów doświadczalnych Uniwersytetu Przyrodniczego z Poznania, w tym trzy rezerwaty przyrody.